# 1991 PB
1991 PB är en asteroid i huvudbältet som upptäcktes den 3 augusti 1991 av den japanska astronomen Satoru Otomo i Kiyosato.